# 尼里姆 (愛荷華州)
克尼里姆（英語：Knierim）是一個位於美國愛荷華州卡爾霍恩縣的城市。

## 地理
克尼里姆的座標為42°27′19″N 95°27′23″W / 42.45528°N 95.45639°W，而該地的平均海拔高度為394米（即1181英尺）。

## 人口
根據2010年美國人口普查的數據，克尼里姆的面積為2.62平方千米，當中陸地面積為2.62平方千米，而水域面積為0.00平方千米。當地共有人口60人，而人口密度為每平方千米22人。